# Jakob Stämpfli (Sänger)
Jakob Stämpfli (* 26. Oktober 1934 in Bern; † 28. September 2014 in Thun) war ein Schweizer Sänger (Bass), Lehrer und Konservatoriumsleiter.

## Werdegang
Seine frühe Jugend und die ersten Schuljahre verbrachte Stämpfli in Thun. Er besuchte wenige Monate das städtische Progymnasium in Bern, da es in Thun damals noch keine entsprechende Schule gab. Nach der Entdeckung seiner Stimme durch Opernsänger Jakob Keller (1911–1992) konzentrierte er sich auf deren Ausbildung und besuchte das bernische Lehrerseminar in Hofwil. Bei Jakob Keller bekam er in Bern ersten Gesangsunterricht. Das Gesangsstudium absolvierte er 1951 bis 1953 am Konservatorium Bern und 1953 bis 1956 an der Staatlichen Hochschule für Musik in Frankfurt am Main. Im Weiteren besuchte er 1951 bis 1953 Meisterkurse für Gesang bei Paul Lohmann und Franziska Martienssen. Die Konzertreifeprüfung bestand er im Februar 1956.

## Tätigkeit als Sänger
1954 begann er eine Tätigkeit als Oratoriensänger und trat in ersten Konzerten in Deutschland auf, dann auch in den USA und in Japan. Im Dezember 1955 machte er erste Schallplattenaufnahmen als Solist im Weihnachtsoratorium von J. S. Bach mit dem Thomanerchor Leipzig unter Günther Ramin. Er galt bald als einer der bedeutendsten Bach-Interpreten seiner Generation. Sein Repertoire umfasste über 90 Partien: Oratorien, Konzerte und Opern aus den Epochen des Barock, der Klassik, der Romantik und der Moderne. Er sang an 94 Orten von Amsterdam bis Zürich und unter Dirigenten wie Ansermet, Boulez, Dutoit, Frühbeck de Burgos, Diethard Hellmann, Pritchard, Rilling, Swarowsky und anderen. An Uraufführungen (UA) sind zu nennen: Hans Studer (1911–1984): Ich danke Dir, Herr, geistliches Konzert für Bass und Orgel, UA Bern 1960; Rudolf Moser: Cantico di frate sole di San Francesco d’Assisi, UA Zürich 1965; Ernst Hess: Jeremia, Oratorium, UA 1966.

## Tonträger
Stämpfli ist auf insgesamt mehr als 60 Schallplatten und CDs zu hören, die erschienen sind bei der Archivproduktion der DGG, bei Claves, Decca, EMI, Erato, HMV, Nonesuch und anderen.

## Pädagogische Arbeit
Stämpfli war Gesangslehrer von 1960 bis 1962 am Konservatorium Biel, seit 1963 am Konservatorium für Musik und Theater Bern und bis 1969 an der Musikhochschule Saarbrücken. Von 1969 bis 1976 war er Professor an der Musikhochschule Hamburg, von 1975 bis 1992 an der Folkwanghochschule für Musik in Essen. Von 1973 bis 1992 leitete er die Musikschule Thun und war von 1992 bis 1999 Direktor des Konservatoriums für Musik und Theater Bern. In verschiedenen Ländern gab er Meisterkurse und amtete als Juror bei zahlreichen Wettbewerben. Zu seinen Gesangsschülern gehören Siegmund Nimsgern, Klaus Mertens, Cornelius Hauptmann und Dominik Wörner.

## Musikpolitik
Jakob Stämpfli war von 1993 bis 2002 Präsident des Schweizer Musikrates, auch Präsident der APCS (Association des Professeurs de chant de Suisse) seit der Gründung 1988 bis 1998, Gründungsmitglied und erster Präsident der European Voice Teachers Association (EVTA), Präsident der Johannes-Brahms-Gesellschaft Schweiz und Mitglied im Hauptausschuss «Deutscher Musikwettbewerb» und der «Konzerte junger Künstler» des Deutschen Musikrates.

## Ehrungen
1965 wurde ihm der Titel Professor ad personam «in Würdigung seiner hervorragenden künstlerischen Verdienste»  durch die saarländische Regierung verliehen. 1989 erhielt er den Kulturpreis der Stadt Thun, 1995 den Grossen Musikpreis des Kantons Bern.

## Sonstige musikalische Tätigkeit
Stämpfli besass ein eigenes Tonstudio und wirkte als Aufnahmeleiter bei zahlreichen Schallplatten- und CD-Produktionen für verschiedene Labels: Accord, Claves, Ex Libris, Jecklin, ECM, Novali u. v. a., die acht «Grand Prix du Disque»  sowie mehrere Preise der deutschen Schallplattenkritik errangen. Er war Mitglied der Audio Engineering Society (AES) und des Verbandes Deutscher Tonmeister (VDT).